# Jama na Pucovem kuclu
Jama na Pucovem kuclu este o arie protejată (arie specială de conservare — SAC, sit de importanță comunitară — SCI) din Slovenia întinsă pe o suprafață de 60,87 ha, integral pe uscat.

## Localizare
Centrul sitului Jama na Pucovem kuclu este situat la coordonatele 46°00′17″N 14°07′43″E / 46.0047°N 14.1287°E.

## Înființare
Situl Jama na Pucovem kuclu a fost declarat sit de importanță comunitară în aprilie 2004 pentru a proteja 2 specii de animale. Situl a fost protejat și ca arie specială de conservare în februarie 2012.

## Biodiversitate
Situată în ecoregiunea alpină, aria protejată conține 1 habitat natural: Peșteri inaccesibile publicului.
La baza desemnării sitului se află mai multe specii protejate:
- mamifere (1): liliacul mic cu potcoavă (Rhinolophus hipposideros)
- nevertebrate (1): Austropotamobius torrentium